# Tagomago
Tagomago est un îlot situé à l'extrémité nord-est de l'île d'Ibiza, à la hauteur de la municipalité de Santa Eulària des Riu, dans l'archipel des Baléares.

## Toponymie
Tagomago signifierait « Rocher de Mago » ; Magon Barca (ou Mago Barca) était l'un des frères du général carthaginois Hannibal.

## Géographie

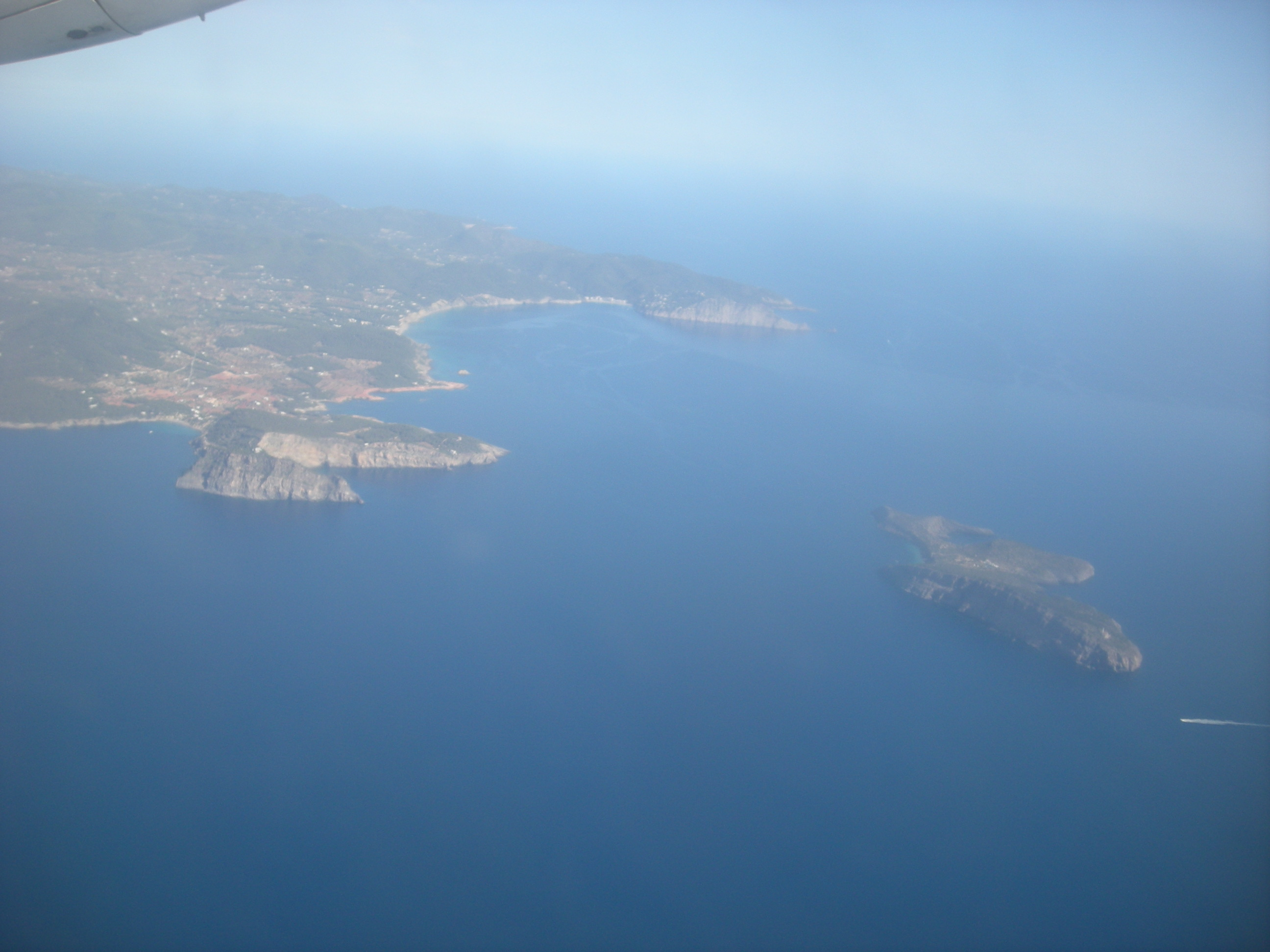
Vue aérienne de Tagomago au large d'Ibiza.

L'îlot est situé au nord-est de l'île d'Ibiza. Il mesure 1 525 mètres de longueur pour 113 mètres de largeur, soit une superficie de (600 486 m2).
Rocheuse, l'île comporte à l'ouest un port et un phare à la pointe sud-est. Construit en 1913, il constitue un point de repère pour les routes maritimes d'Ibiza vers Palma, à Majorque et jusqu'à Barcelone.

## Histoire
Bien que comportant une construction appelée Can Domingo, l'île était initialement inhabitée. Cette propriété est louée à partir de 2006 puis fait l'objet de travaux d'extension.
Depuis 2015, cette propriété est privée,, étant détenue par la société Isla Tagomago SA, elle-même appartenant à des industriels de l'immobilier des îles Baléares. Ils remplacent la Can Domingo par une nouvelle bâtisse se voulant luxueuse, destinée à la location auprès de clients financièrement aisés (la location serait de l'ordre de 20 000 euros par journée). Cette activité de location touristique s'accompagne de survols en hélicoptère et d'une circulation terrestre accrue. 
En conséquence, la protection de cet habitat naturel fréquenté par des nombreux oiseaux de mer et rapaces constitue un enjeu notable. Son classement en tant que réserve naturelle, notamment soutenu par le collectif Tagomago Parque Natural, fait débat.  La bande côtière de six mètres de largeur (domaine public maritime côtier) ainsi que les chemins de l'île restant propriété du Conseil insulaire d'Ibiza, n'ont par conséquent pas été aménagés. Ils permettant ainsi, en théorie, le libre accès à l'îlot.
Un sous-marin aurait coulé dans les eaux de Tagomago : inspiré par le récit du plongeur Elie Boissin, l'historien Pere Vilas a romancé l'hypothèse qu'il pourrait s'agir du navire allemand U-602,. Officiellement coulé près d'Oran en avril 1943, l'U-Boot avarié aurait débarqué son équipage à Tagomago, lequel l'aurait sabordé à un mille nautique de la côte. Les restes de sous-marin identifiés au large de Tagomago serait ceux du "Zaffiro" italien.